# Pange
Pange – miejscowość i gmina we Francji, w regionie Grand Est, w departamencie Mozela.
Według danych na rok 1990 gminę zamieszkiwało 857 osób, a gęstość zaludnienia wynosiła 100 osób/km² (wśród 2335 gmin Lotaryngii Pange plasuje się na 411. miejscu pod względem liczby ludności, natomiast pod względem powierzchni na miejscu 703.).